# Nosiciele Ognia
Nosiciele Ognia (fiń Tulenkantajat) – fińska grupa literacka, działająca w latach dwudziestych i trzydziestych XX wieku, postulująca odnowienie fińskiej literatury i kultury. Grupa powstała wokół almanachu literackiego pt. Tulenkantajat (publikowany w latach 1924–1927) i od 1929 roku rozpoczęła publikowanie własnego czasopisma pod tym samym tytułem. Czasopismo to ukazywało się do 1939 roku pod redakcją Olavi Paavolainena. Do Nosicieli Ognia należeli m.in.: Olavi Paavolainen, Elina Vaara, Martti Haavio, Yrjö Jylhä, Lauri Viljanen, Mika Waltari, Katri Vala i Arvi Kivimaa. Nosiciele Ognia zainspirowali powstanie grupy literackiej Klin. 
Grupy nie łączyła konkretna stylistyka czy jeden nurt literacki, ale pokoleniowe doświadczenie fińskiej niepodległości. Odwoływali się do takich idei jak: radość życia i miłość sztuki, witalizm, ciekawość życia, sprawiedliwość i równość. Interesowali się nowymi, wcześniej mało znanymi fińskim odbiorcom, nurtami literatury europejskiej, m.in. futuryzmem, dadaizmem, urbanizmem, ekspresjonizmem (ich twórczość bywa często kojarzona szczególnie z tym ostatnim nurtem). Awangardowe tendencje literatury europejskiej przybliżał pisarzom Paavolainen, w swoich książkach: W poszukiwaniu teraźniejszości (Nykyaikaa etsimässä 1925) i Wielkie porządki (Suursivous 1932).
W ramach grupy opublikowano m.in. tomy poetyckie: Daleki ogród (Kaukainen puutarha 1924) Katri Vala oraz Ślady bicza (Ruoskanjäljet 1928) Yrjö Jylhä. 